# Zoneamento agrícola de risco climático
O Zoneamento Agrícola de Risco Climático (ZARC) é um instrumento brasileiro de política agrícola e gestão de riscos na agricultura, que objetiva estabelecer ações preventivas e de mitigação relacionadas a riscos de fenômenos climáticos adversos, além de permitir que em âmbito sejam estabelecidos calendários favoráveis de plantio, conforme os tipos de solo e ciclos dos cultivares. O programa é adapatado para o fácil entendimento dos produtores rurais, agentes financeiros e demais usuários.
Tendo em vista que a seca e a chuva excessivas são os principais responsáveis pelas perdas da agricultura nacional, o Zoneamento Agrícola de Risco Climático surgiu como um estudo de avaliação espacial e temporal, para identificação de riscos para a agricultura. A ferramenta gera calendários para as culturas que contam com zoneamento publicado, indicando os municípios, datas e culturas ideais em face aos riscos climáticos. O primeiro zoneamento agrícola de risco climático foi produzido pela Embrapa e disponibilizado em 1996 para culturas de trigo. Com a orientação do zoneamento agrícola, os produtores podem reduzir os riscos e melhorar a produtividade, incrementando a renda.
Após os estudos técnicos, os zoneamentos são submetidos a reuniões de validação, que contam com a presença de representantes dos órgãos governamentais, instituições de pesquisa agropecuária, produtores rurais, cooperativas agropecuárias, prestadores de serviços de Assistência Técnica e Extensão Rural (ATER), entidades representativas e de classe do setor agropecuário, agentes financeiros e pessoas jurídicas fornecedoras de insumos agropecuários.
O ZARC é regulamentado por meio do Decreto 9.841/2019, que institui o programa no âmbito do Ministério da Agricultura e Pecuária, e estabelece o apoio técnico e científico da Embrapa. Atualmente o ZARC abrange 44 espécies no Brasil. Dentre as espécies e culturas atualmente abrangidas pelo ZARC estão:
- Abacaxi
- Açaí
- Algodão
- Amendoim
- Arroz
- Aveia
- Banana
- Cacau
- Café
- Cebola
- Macaúba
- Milho
- Nectarina
- Pêssego
- Soja
- Sorgo
- Toranja
- Trigo
- Triticale
- Uva

A Embrapa analisa parâmetros de clima, solos e ciclos de cultivares, e após a quantificação dos riscos climáticos, são estabelecidas portarias indicando municípios e culturas adequadas. Em apoio ao ZARC, a Embrapa desenvolveu também o Agritempo, sistema de monitoramento agrometeorológico que disponibiliza informações atualizadas de condições meteorológicas de interesse para a produção agrícola. O Zarc é realizado através de modelagem computacional, que leva em consideração modelos de crescimento e desenvolvimento da vegetação, dados meteorológicos, técnicas de análise de decisão e geoprocessamento.
O Zarc diferencia-se de outros zoneamentos agrícolas, como o zoneamento de aptidão agrícola, o zoneamento agroclimático e o zoneamento agrícola. O Zarc considera o balanço hídrico, e analisa o risco através de probabilidades e observação de frequências, bem como a possibilidade de eventos climáticos extremos e adversos. Além disso, seus resultados são segmentados por município, tipo de solo e ciclo de cultivo. Também é preciso diferenciar o Zarc do Zoneamento Ecológico Econômico, ferramenta oriunda da Política Nacional de Meio Ambiente.